# Tomtebo
Tomtebo – miejscowość (tätort) w Szwecji, w regionie administracyjnym (län) Västerbotten, w gminie Umeå.
Według danych Szwedzkiego Urzędu Statystycznego liczba ludności wyniosła: 741 (31 grudnia 2015), 1199 (31 grudnia 2018) i 1205 (31 grudnia 2019).